# Pritania
Sessão especializada da Bulé na qual alternavam no governo os 50 buleutas de cada uma das 10 tribos atenienses. Ao todo, as Pritanias tinham 10 sessões, cada uma presidida por uma das 10 tribos, segundo a ordem indicada pela sorte. As primeiras quatro pritanias tinham a duração de trinta e seis dias, as seis últimas, tinham a duração de trinta e cinco dias. 
Os 50 buleutas não se podiam ausentar durante a piratania, ao ponto de tormarem as refeições juntos, no Tholos. 
Cada Pritania era presidida por um presidente (epístata), sorteado diariamente de entre os 50 buleutas, sem direito a reeleição. Era responsável pelas chaves dos arquivos, do tesouro e pelo selo do Estado. O sorteio anual dos Buleutas em cada pritania e do presidente da pritania, destinava-se a evitar a corrupção e o abuso de poder.

1. ↑  «As instituições democráticas de Atenas». elchistoria.blogs.sapo.pt. Consultado em 16 de outubro de 2019
2. ↑  Aristóteles, Athenaion Politeia, XLIII, 2-XLIV